# Anderup (Lumby Sogn)
 For alternative betydninger, se Anderup. (Se også artikler, som begynder med Anderup)
Anderup er en landsby beliggende i "3-kant området" mellem Stige, Søhus og Lumby nord for Odense. Området er begrænset af Otterupvej i syd, Anderupvej i øst, Slettensvej i nord og Søhusskoven mod vest.
|  | Denne artikel om lokaliteten Anderup (Lumby Sogn) kan blive bedre, hvis der indsættes et (bedre) billede. Du kan hjælpe ved at afsøge Wikimedia Commons for et passende billede eller lægge et op på Wikimedia Commons med en af de tilladte licenser og indsætte det i artiklen. |

55°26′02″N 10°22′49″Ø / 55.43389°N 10.38028°Ø